# Carlos Enrique
Carlos Alberto Enrique (Adrogué, 12 dicembre 1963) è un ex calciatore argentino, di ruolo difensore.

## Biografia
È fratello di Héctor Enrique, campione del mondo nel 1986.

## Caratteristiche tecniche
Giocava come difensore, ricoprendo il ruolo di terzino sinistro, ma fu impiegato anche come centrocampista.

## Carriera

### Club
Debuttò con l'Independiente nel campionato Nacional, giocando una partita; successivamente, nel Metropolitano, divenne titolare, totalizzando 17 presenze. Nel corso delle stagioni successive, fu parte integrante della prima squadra, scendendo in campo in maniera costante fino alla stagione 1987-1988. Nel 1983 vinse il torneo Metropolitano, disputando 22 incontri su 36. Nel 1984 l'Independiente si aggiudica la Libertadores, e la conseguente Coppa Intercontinentale contro il Liverpool. Nella stagione 1988-1989 si trasferì al River Plate di Buenos Aires, con cui gioca con regolarità e vince per due volte la massima serie nazionale: 1989-1990 e Apertura 1991. Il Lanús lo acquistò per la Primera División 1992-1993, in cui Enrique disputò 30 incontri complessivi. Nel 1993 passa al Gimnasia y Tiro di Salta, nelle serie minori argentine, giocandoci 21 gare. Nel 1995 si trasferì per la prima volta all'estero, firmando per i peruviani dell'Alianza Lima. Tornato in patria, giocò per Douglas Haig, Banfield, All Boys e Alvarado di Mar del Plata.

### Nazionale
Enrique venne incluso nella lista dei convocati per la Copa América 1991 dal commissario tecnico Alfio Basile. Saltate le prime partite contro Venezuela e Cile, dove nel suo ruolo fu impiegato Néstor Craviotto, debuttò nella competizione il 12 luglio a Concepción contro il Paraguay, giocando tutti i 90 minuti. Nell'ultima gara del girone con il Perù, Enrique fu ancora una volta schierato dall'inizio. L'Argentina si qualificò al gruppo finale, e nella partita con il Brasile fu espulso al 61º, assieme a Márcio Santos, e non fu più utilizzato da Basile per i seguenti incontri.

## Palmarès

### Club

#### Competizioni nazionali
- Campionato argentino: 3

Independiente: Metropolitano 1983
River Plate: 1989-1990, Apertura 1991

#### Competizioni internazionali
- Coppa Libertadores: 1

Independiente: 1984
- Coppa Intercontinentale: 1

Independiente: 1984

### Nazionale
- Coppa America: 1

Cile 1991

### Individuale
- Equipo Ideal de América: 1

1990